# عديلة هاشم
عديلة هاشم هي محامية من جنوب أفريقيا. اشتهرت لكونها عضو في الفريق القانوني في القضية التي رفعتها جنوب أفريقيا ضد إسرائيل في محكمة العدل الدولية في يناير 2024. حصلت على العديد من الجوائز والتكريمات، منها جائزة «حقوق الإنسان» من منظمة العفو الدولية عام 2002، وجائزة «المرأة المتميزة» من حكومة جنوب إفريقيا عام 2005، وجائزة «القانون والعدالة» من مؤسسة «فورد» عام 2010.

## النشأة والتعليم
حصلت عديلة هاشم على بكالوريوس في الآداب وبكالوريوس في الحقوق من جامعة ناتال . حصلت على زمالة فرانكلين توماس لمتابعة درجة الماجستير في القانون في كلية الحقوق بجامعة سانت لويس في سانت لويس بولاية ميزوري ، وتخرجت في عام 1999، حصلت على دكتوراه في علوم القانون من كلية الحقوق في نوتردام، إنديانا بالولايات المتحدة.، والتي أكملتها في عام 2006.

## حياة مهنية
كانت عديلة هاشم كاتبة قانونيًة في المحكمة الدستورية لبيوس لانجا وإدوين كاميرون،  وشاركت في قضية سوبراموني ضد وزير الصحة الجنوب إفريقي عام 1997. وأسست «مرصد الفساد» في جنوب أفريقيا عام 1999، لفضح الفساد الحكومي ومحاسبة المسؤولين. وشاركت، وهي العضو المسلم في فريق جنوب إفريقيا أمام «محكمة العدل الدولية»، في تأسيس «مركز المادة 27» للدفاع عن حقوق الإنسان عام 2001، الذي يُعنى بتقديم الدعم القانوني للضحايا ونشر الوعي حول حقوق الإنسان. في عام 2003 أصبحت عضوًا بنقابة محامي جنوب أفريقيا.
تم قبول هاشم في جمعية جوهانسبرج للمحامين، وهي أكبر نقابة محامين في جنوب أفريقيا. عملت هاشم في مشروع قانون الإيدز. في عام 2007، انضمت إلى لجنة حملة العمل من أجل العلاج جنبًا إلى جنب مع أمثال أندرو فاينشتاين وشيريل جيلوالد لدعم نوزيزوي مادلالا روتليدج في أعقاب إقالتها من منصب نائب وزير الصحة. شاركت هاشم في تحرير الصحة والديمقراطية: دليل لحقوق الإنسان وقانون وسياسة الصحة في جنوب أفريقيا ما بعد الفصل العنصري (2007) وقانون الصحة الوطني: دليل (2008). كما كتبت عددًا من المقالات لصحيفة Mail &amp; Guardian . في عام 2010، ساعدت هاشم في تأسيس منظمة المصلحة العامة القسم 27، حيث عملت كمديرة للتقاضي. وهي أيضًا عضو مؤسس في منظمة مراقبة الفساد. تشغل هاشم حاليا منصب كبير المستشارين في شركة ثولاميلا تشامبرز.

## حالات بارزة
عملت هاشم في قضية الكتب المدرسية في ليمبوبو، والتي رفعت إلى المحكمة العليا في عام 2015. وحملة العمل العلاجي في دعوى جماعية لعام 2015 S ضد 32 شركة تعدين في المحكمة. في عام 2017، أصبحت هاشم المستشارة الرئيسة في تحكيم قضية الإسيديميني ، ممثلاً القسم 27 ومرضى الرعاية الصحية العقلية الذين ماتوا في تلك الفضيحة.
في يناير 2024، ظهرت هاشم في لاهاي كعضو في الفريق القانوني الذي يمثل إجراءات جنوب أفريقيا التي تتهم إسرائيل بارتكاب جرائم إبادة جماعية في محكمة العدل الدولية .

## فهرس
- الصحة والديمقراطية: دليل لحقوق الإنسان وقانون وسياسة الصحة في جنوب أفريقيا ما بعد الفصل العنصري (2007)، محرر
- قانون الصحة الوطني: دليل (2008)، محرر
- القانون الدستوري لجنوب أفريقيا (2023)